# Сильченко, Николай Кузьмич
Николай Кузьмич Сильченко (3 мая 1919 — 15 октября 2010) — советский военачальник, участник Великой Отечественной войны и Советско-японской войны. Командующий войсками Уральского военного округа (1970—1980). Генерал-полковник (1970).

## Биография

### Ранние годы
Родился в селе Аниховка, Орловского уезда, Оренбургской губернии, РСФСР. После окончания школы стал работать учителем в одной из школ Грозного. На службу в РККА был призван в 1937 году Итум-Калинским райвоенкоматом Чечено-Ингушской АССР. Окончил 1-е Орджоникидзевское пехотное училище.

### В годы войны
Участник Великой Отечественной войны с 22 июня 1941 года. Встретил войну в должности адъютанта старшего батальона 47-го мотострелкового полка в 18-й армии Южного фронта. В одном из боёв в критической ситуации, после гибели командира полка и командира батальона, принял на себя командование батальоном, решительными мерами прекратил панику, организовал отражение немецких атак. Когда батальон попал в окружение — организовал круговую оборону, а затем и прорыв из кольца к своим. В сентябре 1941 года был ранен. В тяжелой обстановке 1941 года за эти бои награждён не был и только в 1944 году за подвиг трёхлетней давности награждён орденом Отечественной войны 2-й степени (23.09.1944 После излечения воевал на Закавказском фронте. Был направлен на учёбу и в 1944 году окончил Военную академию РККА имени М. В. Фрунзе.
С 1944 года вновь на фронте, до конца войны был начальником штаба 1231-го стрелкового полка 371-й стрелковой дивизии на 3-м Белорусском фронте. Принимал участие в освобождении Белоруссии и Прибалтики. За умелое управление штабом полка и организацию боевых действий при прорыве нескольких оборонительных рубежей противника в Гумбиннен-Гольдапской операции награждён орденом Красного Знамени (15.01.1945).
Неоднократно отличался в ходе Восточно-Прусской наступательной операции. В самом начале операции при прорыве нескольких полом долговременной многоэшелонированной немецкой обороны в январе 1945 года умело организовал действия полка. Когда в результате немецких контратак штаб полка трижды оказывался в окружении, всякий раз проявлял личную отвагу и хладнокровие, не упускал руководство даже в этих трудных условиях. Будучи ранен, несколько дней оставался в строю, пока обстановка не стала более благоприятной, и только тогда убыл в госпиталь. За январские бои награждён орденом Отечественной войны 1-й степени (22.02.1945 В боевых действиях юго-западнее Кёнигсберга полк отбил много вражеских контратак и участвовал в уничтожении прижатой к Балтийскому морю немецкой группировки, а в апреле овладел несколькими населёнными пунктами. Награждён вторым орденом Отечественной войны 1-й степени (24.4.1945) за штурм городов Восточной Пруссии и ликвидацию группировки противника на Земландском полуострове.
Участник Советско-японской войны. Начальник штаба 1231-го стрелкового полка 371-й стрелковой дивизии 5-й армии 1-го Дальневосточного фронта майор Сильченко участвовал в разгроме Квантунской армии Японии. За эту войну его наградили орденом Александра Невского.

### После войны
После окончания войны продолжал службу в армии, занимая ряд командных и штабных должностей. Служил в Буйнакске, на Урале, в Венгрии и в Москве. С марта 1959 года командовал 20-й гвардейской мотострелковой дивизией в ГСВГ (штаб — г. Гримма), с декабря 1959 года — 34-й гвардейской мотострелковой дивизией в Одесском военном округе (штаб в г. Николаев). С декабря 1964 года — командир 17-го армейского корпуса в Среднеазиатском военном округе. С июля 1967 по сентябрь 1969 года командовал 15-й общевойсковой армией (в августе 1967 года переименована в 18-ю общевойсковую армию) Дальневосточного военного округа (штаб армии — в Хабаровске). С сентября 1969 — первый заместитель командующего, а с мая 1970 по май 1980 года — командующий войсками Уральского военного округа.
С мая 1980 года — представитель Главного командования Объединёнными вооружёнными силами государств — участников Варшавского договора в Венгерской Народной Армии. С февраля 1987 года — военный консультант Группы генеральных инспекторов Министерства обороны СССР. В сентябре 1987 года выведен из состава группы и зачислен в распоряжение начальника Генерального штаба Вооружённых Сил СССР.

### После службы
В отставке с ноября 1987 года.
Депутат Верховного Совета СССР 8-10 созывов (1970—1984). Избирался членом бюро Свердловского областного комитета КПСС.
Семья: 
Сын - Сильченко Сергей Николаевич умер 07.10.2018 (дата рождения 22.01.1956)
Внук - Сильченко Николай Сергеевич (19.02.1982 года рождения) - Предприниматель Москва.
Умер 15 октября 2010 года в Москве. Похоронен на Троекуровском кладбище.

## Награды и звания
- орден Ленина
- орден Октябрьской Революции
- три ордена Красного Знамени
- орден Александра Невского
- два ордена Отечественной войны I степени[7]
- два ордена Отечественной войны II степени
- орден Красной Звезды
- орден «За службу Родине в Вооруженных Силах СССР» III степени
- медали СССР

иностранные награды
- орден Боевого Красного Знамени (Монголия)
- орден Возрождения Польши 4-го класса (Офицерский крест) (Польша)
- Почётный гражданин Свердловска (апрель 1980 г.)

## Воинские звания
- полковник — 30 марта 1956
- генерал-майор — 27 апреля 1962
- генерал-лейтенант — 23 февраля 1967
- генерал-полковник — 6 ноября 1970